# Kröll-Kapelle

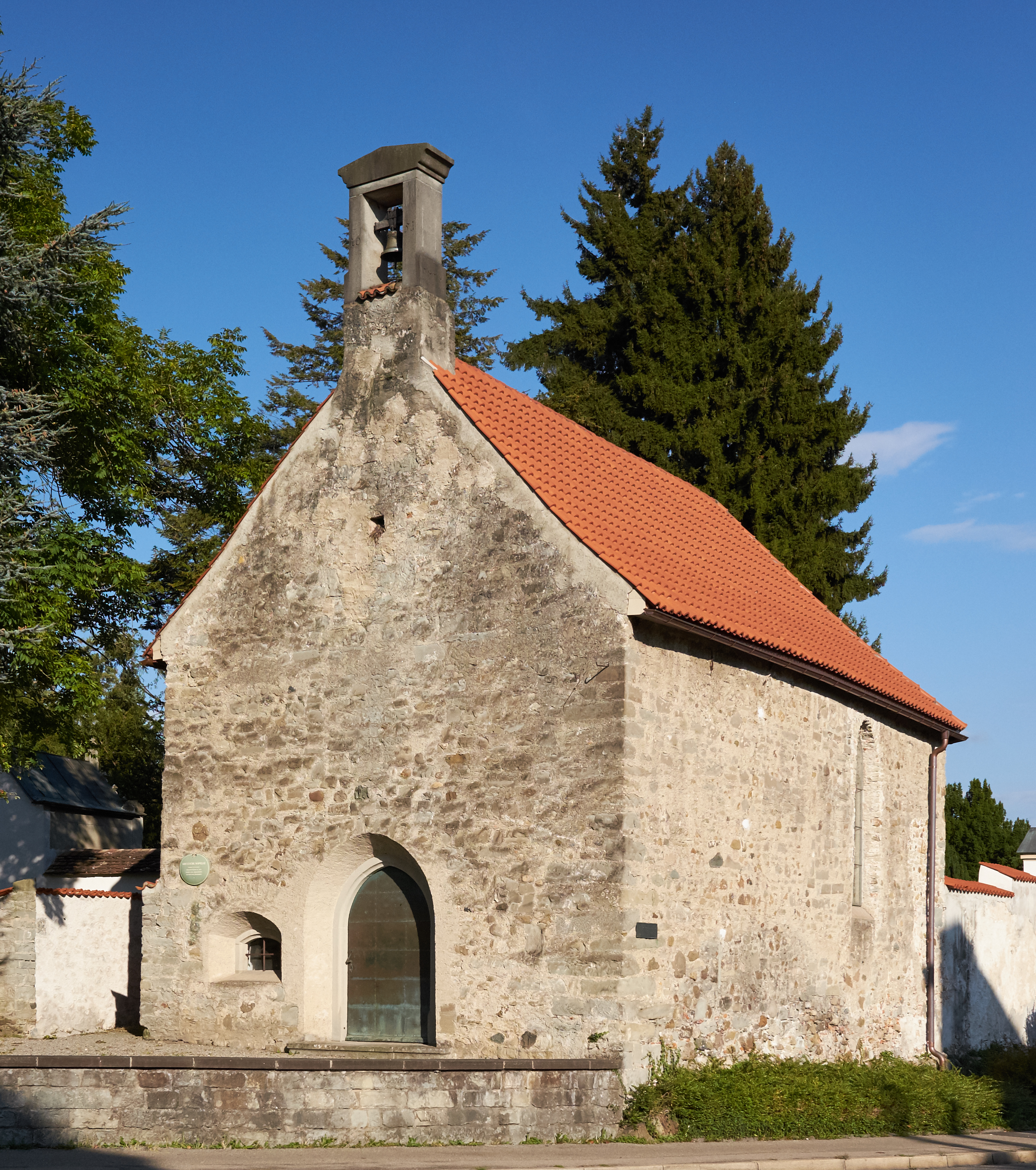
Kröll-Kapelle

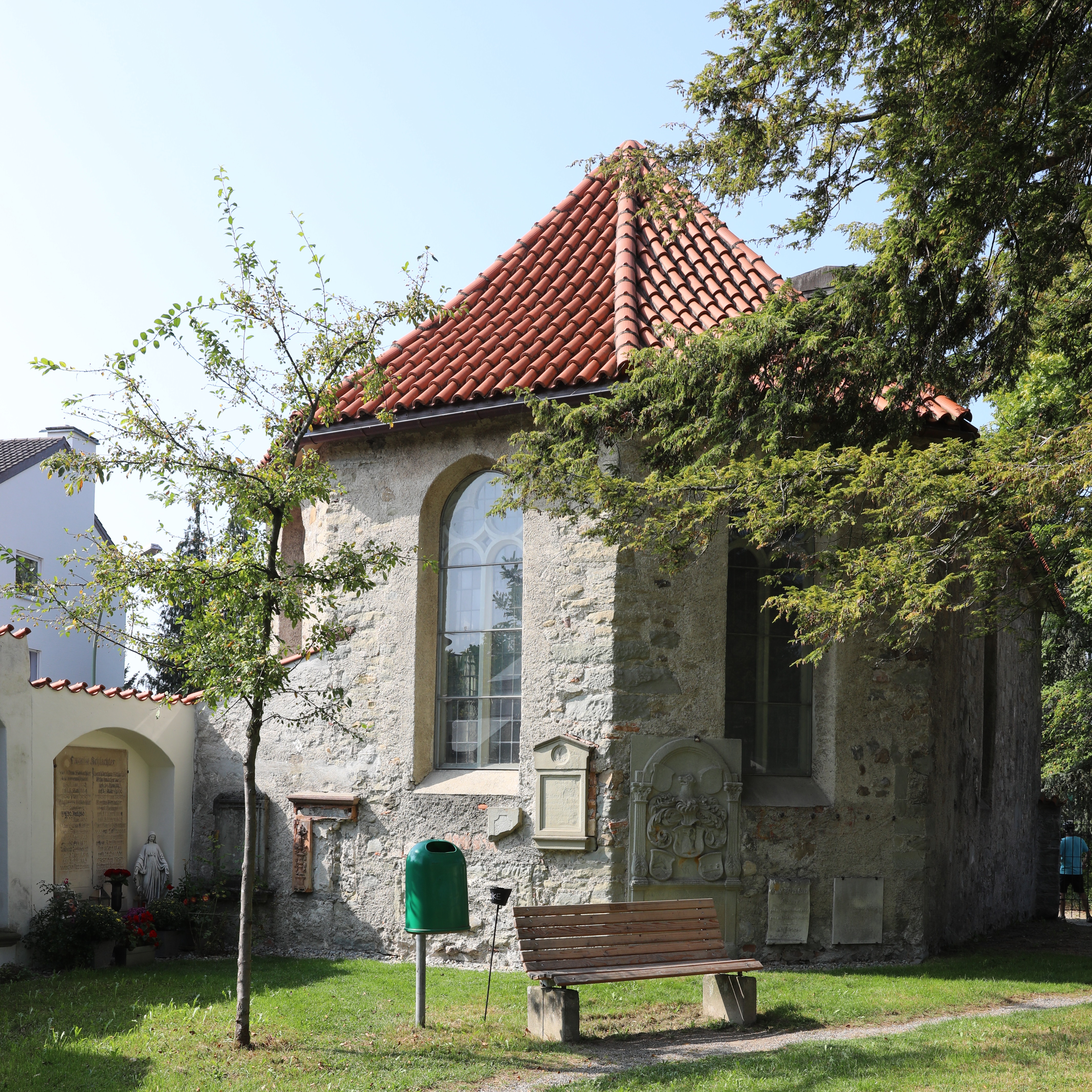
Ostansicht

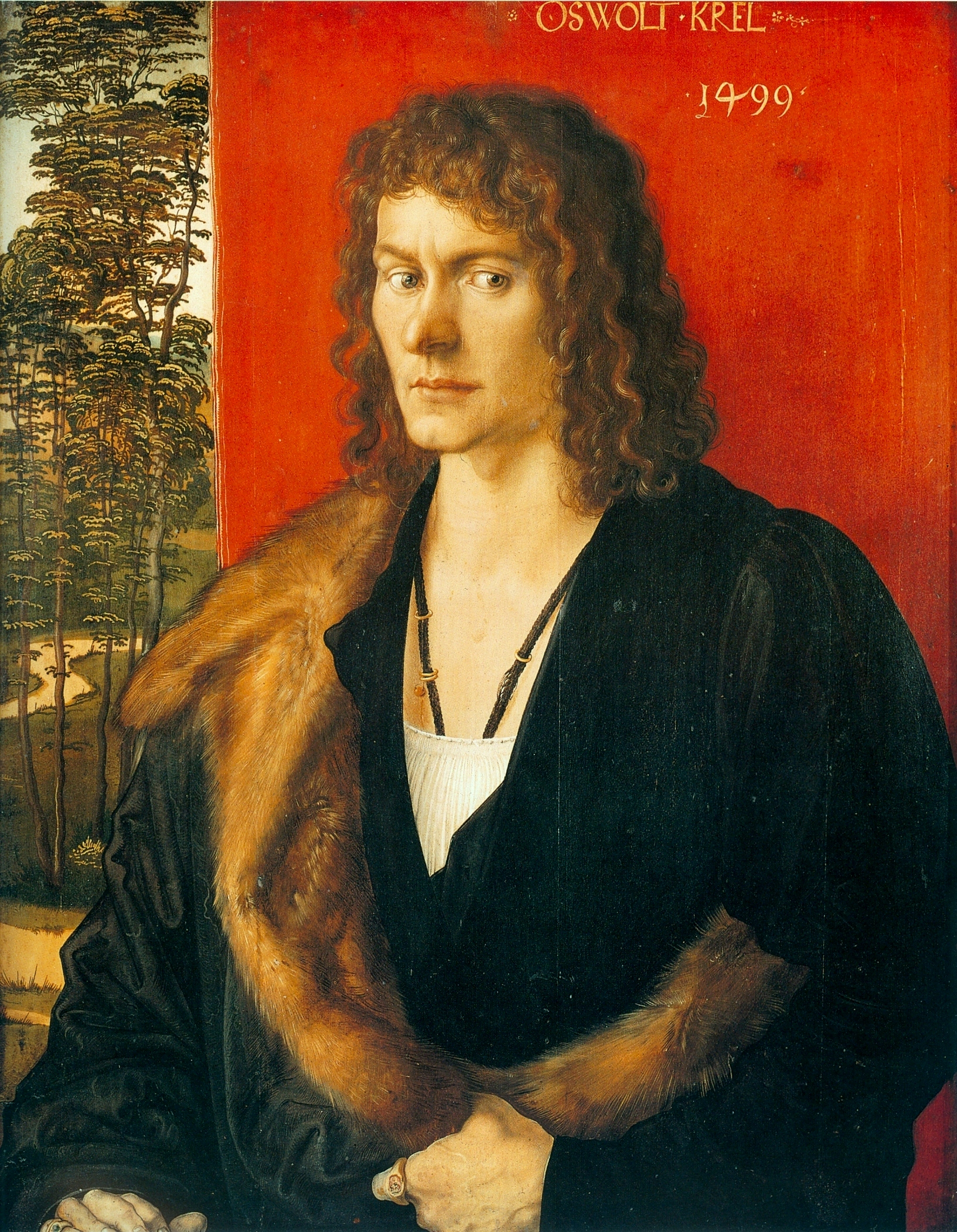
Oswald Krell, nach Albrecht Dürer

Die Kröll-Kapelle (auch: Krellsche Kapelle) ist eine denkmalgeschützte Friedhofskapelle im Alten Aeschacher Friedhof im Lindauer Stadtteil Aeschach.

## Beschreibung
Die Kapelle ist ein rechteckiger Bau mit dreiseitigem Ostchor und einem Dachreiter mit Totenglocke. Das Dach ist mit Mönch-Nonnen-Ziegeln gedeckt.

## Geschichte
Aufgrund der Pest in Lindau um das Jahr 1500 wurde der Friedhof auf der Lindauer Insel zu klein. Daher wurde auf dem Festland, verkehrsgünstig gelegen an der Gabelung der Reichsstraßen nach Wangen und Ravensburg, im Jahr 1515 ein neuer Friedhof angelegt. Nahe dem neuen Friedhof am Aeschacher Berg befand sich die Ruine einer römischen Villa, deren Steine als Baumaterial für die Friedhofsmauer und die Kapelle dienten. Im Jahr 1520 wurde die Kapelle ohne Patrozinium vom Konstanzer Bischof Hugo von Hohenlandenberg geweiht.
Benannt ist die Kapelle nach der Patrizierfamilie Kröll, die durch Tuchhandel wohlhabend wurde und deren Wohnsitz sich nahe der Kapelle befand. Oskar Groll war während des Baus Bürgermeister der Reichsstadt Lindau. Er starb 1534 und wurde, ebenso wie seine drei Söhne, die bei einer Überfahrt über den Bodensee ertranken, in der Kapelle beigesetzt.
1647 belagerten schwedische Truppen unter Carl Gustaf Wrangel im Dreißigjährigen Krieg die Insel Lindau. Während dieser Zeit wurde die Kapelle als Militärplatz genutzt und beschädigt. 1651 wurde die Kapelle erneuert.
1752 diente die Kapelle vorübergehend als Schulhaus, da die Aeschacher Schule neu gebaut wurde. 1831 wurde die Kröll-Kapelle zur Leichenhalle umgebaut und darüber eine Wohnung mit Dachgaube eingebaut.
1915 wurde der Friedhof für den neuen Hauptfriedhof aufgegeben, dennoch blieb die Kapelle bis 1931 als Leichenhalle in Nutzung. Der Lindauer Ehrenbürger Ludwig Kick setzte sich für die Umwandlung des Alten Friedhofs in einen Park und den Rückbau der stark veränderten Kapelle in den ursprünglichen gotischen Stil ein. Die Restaurierung erfolgte in den Jahren 1931 und 1932. Die 1518 gegossene Glocke der Kapelle wurde ins Stadtmuseum gebracht und durch eine kleinere ersetzt.
Unmittelbar nach dem Zweiten Weltkrieg diente die Kröllsche Kapelle als Gebetsraum für russisch-orthodoxe Christen und später auch für Freichristen. 2004 wurde sie erneut restauriert und beherbergt heute ein Lapidarium mit einer Sammlung bedeutender Grabsteine aus der Renaissancezeit.